# Franz Georg Hermann der Ältere

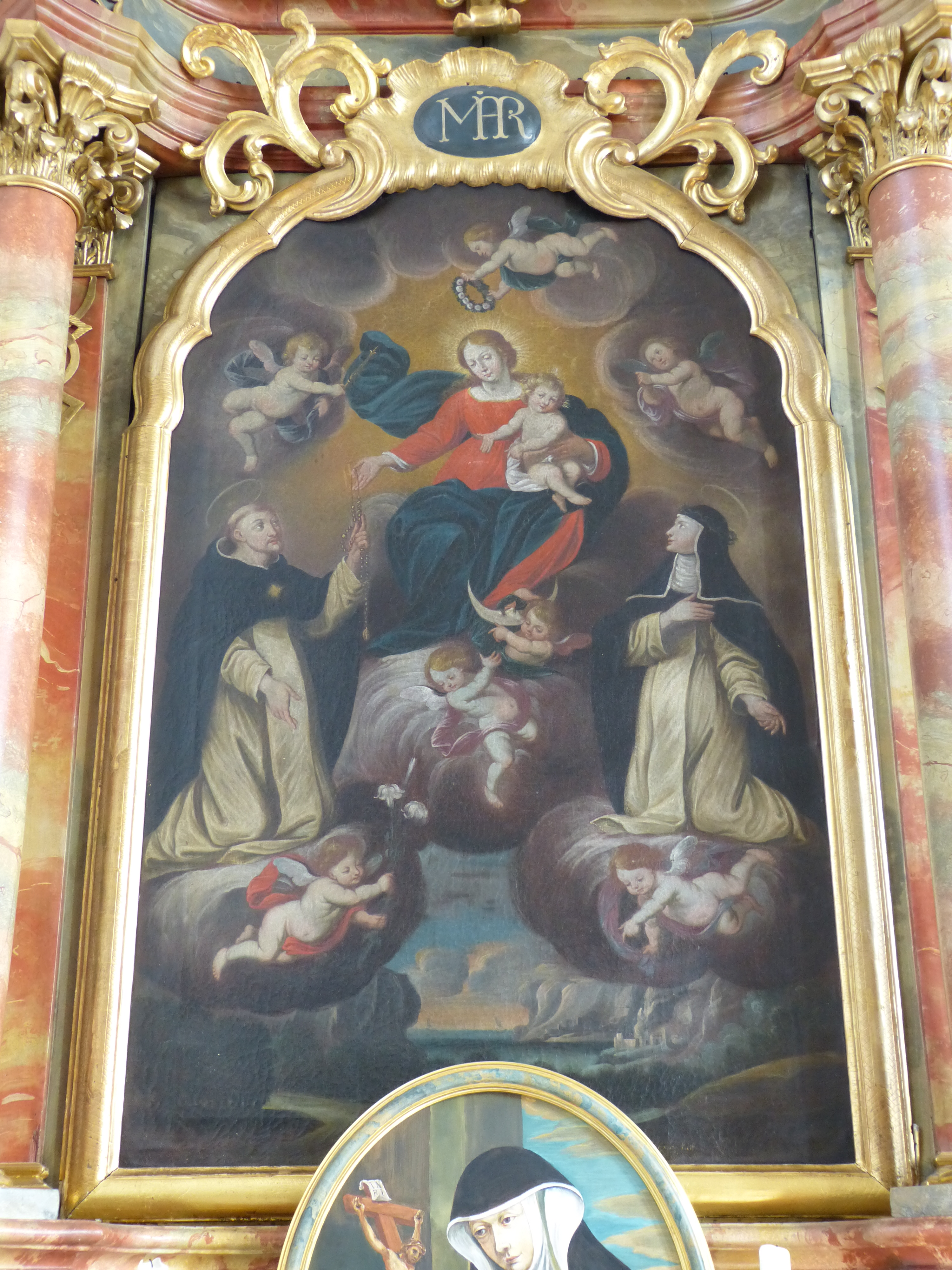
Seitenaltarblatt mit der Rosenkranzspende in St. Stephan (Hawangen)

Franz Hermann (auch: Herrmann)  (* 1640 in Kempten (Allgäu); † 31. Mai 1689 ebenda) war Hofmaler des Fürststifts Kempten. Er ist der Vater von Franz Benedikt Hermann sowie Großvater vom Franz Georg Hermann. Der von Schildhauer 1923 eingeführte Name Franz Georg Hermann (der Ältere) beruht auf einer Verlesung der Künstlersignatur auf dem Gemälde des Kreuzablösealtars in St. Lorenz, Kempten, und ist auch sonst quellenmäßig nicht belegt.

## Werke (Auswahl)
- St. Peter und Paul, Petersthal: rechtes Seitenaltargemälde: „Schutzengel“ (1664)
- St. Stephan, Hawangen: linkes Seitenaltarblatt: „Rosenkranzspende“ (1666)
- Klosterkirche Ottobeuren: Sakristeigang, Gemälde „Madonna mit den hll. Theodor und Alexander“ (um 1667)
- St. Lorenz, Kempten: Kreuzablösealtar, Altarblatt „Kreuzabnahme“ als Kopie nach Abraham Janssens d. Ä. (1669)
- Frauenkapelle, Fischen im Allgäu: Seitenaltargemälde der Querarme, links „Hl. Franz“, rechts „Hl. Ignatius“ (1673/74)
- Frauenkapelle, Fischen im Allgäu: Gemälde „Mariä Vermählung“ (1675)
- St. Lorenz, Kempten: Hauptsakristei, Fresken „Hl. Dreifaltigkeit, Putten, hll. Geräte, Wappen“ (um 1680)
- St. Bartholomäus, Hopferbach: Ehemaliges Altarblatt im Chor „Weibliche Heilige“ (1681)
- Pfarrhof der Stiftskirche, Bad Grönenbach: Gemälde „Hl. Familie“ (1686)
- Kloster Ottobeuren: Gemälde „Hll. Alexander und Maria“ (1687)
- St. Leonhard, Ittelsburg: Gemälde „Hl. Leonhard als Patron der Gefangenen“ (1687)
- St. Martin, Martinszell: Auszugsbild des südlichen Seitenaltars „Marienkrönung“, das ehem. Altarblatt „Hl. Familie“ im  Pfarrhof (1687)